# Trượt băng tốc độ tại Thế vận hội Mùa đông 2018 - Đuổi bắt đồng đội nam
Nội dung đuổi bắt đồng đội nam của trượt băng tốc độ tại Thế vận hội Mùa đông 2018 diễn ra vào ngày 18 và 21 tháng 2 năm 2018 tại Gangneung Oval ở Gangneung.

## Kỷ lục
Các kỷ lục thế giới, Olympic và của đường đua trước giải đấu như sau:
| Kỷ lục thế giới  | Hà Lan · Koen Verweij · Jan Blokhuijsen · Sven Kramer      | 3:35.60 | Thành phố Salt Lake, Hoa Kỳ | 16 tháng 11 năm 2013 |
| Kỷ lục Olympic   | Hà Lan · Jan Blokhuijsen · Sven Kramer · Koen Verweij      | 3:37.71 | Sochi, Nga                  | 22 tháng 2 năm 2014  |
| Kỷ lục đường đua | Hà Lan · Jorrit Bergsma · Jan Blokhuijsen · Douwe de Vries | 3:40.66 |                             | 10 tháng 2 năm 2017  |

Các kỷ lục được thiết lập mới tại đại hội:
| Ngày       | Quốc gia  | Tên                                                         | Quốc gia | Thời gian | Kỷ lục                   |
| ---------- | --------- | ----------------------------------------------------------- | -------- | --------- | ------------------------ |
| 18 tháng 2 | Tứ kết 1  | Sindre Henriksen Simen Spieler Nilsen Sverre Lunde Pedersen | Na Uy    | 3:40.09   | TR                       |
| 18 tháng 2 | Tứ kết 2  | Chung Jae-won Kim Min-seok Lee Seung-hoon                   | Hàn Quốc | 3:39.29   | TR                       |
| 21 tháng 2 | Bán kết 1 | Chung Jae-won Kim Min-seok Lee Seung-hoon                   | Hàn Quốc | 3:38.82   | TR                       |
| 21 tháng 2 | Bán kết 2 | Håvard Bøkko Simen Spieler Nilsen Sverre Lunde Pedersen     | Na Uy    | 3:37.08   | OR WB (mực nước biển) TR |

## Kết quả

### Tứ kết
Các đội xếp hạng theo thời gian, bốn đội đứng đầu tiến vào bán kết.
| Hạng | Nhóm | Quốc gia    | Tên                                                         | Thời gian  | Ghi chú     |
| ---- | ---- | ----------- | ----------------------------------------------------------- | ---------- | ----------- |
| 1    | 2    | Hàn Quốc    | Chung Jae-won Kim Min-seok Lee Seung-hoon                   | 3:39.29 TR | Bán kết 1   |
| 2    | 4    | Hà Lan      | Jan Blokhuijsen Sven Kramer Koen Verweij                    | 3:40.03    | Bán kết 2   |
| 3    | 1    | Na Uy       | Sindre Henriksen Simen Spieler Nilsen Sverre Lunde Pedersen | 3:40.09 TR | Bán kết 2   |
| 4    | 1    | New Zealand | Shane Dobbin Reyon Kay Peter Michael                        | 3:41.18    | Bán kết 1   |
| 5    | 3    | Nhật Bản    | Seitaro Ichinohe Shota Nakamura Shane Williamson            | 3:41.62    | Chung kết C |
| 6    | 2    | Ý           | Riccardo Bugari Andrea Giovannini Nicola Tumolero           | 3:41.64    | Chung kết C |
| 7    | 3    | Canada      | Jordan Belchos Ted-Jan Bloemen Denny Morrison               | 3:41.73    | Chung kết D |
| 8    | 4    | Hoa Kỳ      | Brian Hansen Emery Lehman Joey Mantia                       | 3:42.98    | Chung kết D |

TR = kỷ lục đường đua

### Bán kết
| Hạng      | Quốc gia    | Tên                                                     | Thời gian      | Kém   | Ghi chú     |
| --------- | ----------- | ------------------------------------------------------- | -------------- | ----- | ----------- |
| Bán kết 1 |             |                                                         |                |       |             |
| 1         | Hàn Quốc    | Chung Jae-won Kim Min-seok Lee Seung-hoon               | 3:38.82 TR     |       | Chung kết A |
| 2         | New Zealand | Shane Dobbin Reyon Kay Peter Michael                    | 3:39.53        | +0.71 | Chung kết B |
| Bán kết 2 |             |                                                         |                |       |             |
| 1         | Na Uy       | Håvard Bøkko Simen Spieler Nilsen Sverre Lunde Pedersen | 3:37.08 OR, TR |       | Chung kết A |
| 2         | Hà Lan      | Jan Blokhuijsen Sven Kramer Patrick Roest               | 3:38.46        | +1.38 | Chung kết B |

### Chung kết
| Hạng        | Quốc gia    | Tên                                                     | Thời gian | Kém   | Ghi chú |
| ----------- | ----------- | ------------------------------------------------------- | --------- | ----- | ------- |
| Chung kết A |             |                                                         |           |       |         |
| 1           | Na Uy       | Håvard Bøkko Simen Spieler Nilsen Sverre Lunde Pedersen | 3:37.32   |       |         |
| 2           | Hàn Quốc    | Chung Jae-won Kim Min-seok Lee Seung-hoon               | 3:38.52   | +1.20 |         |
| Chung kết B |             |                                                         |           |       |         |
| 3           | Hà Lan      | Jan Blokhuijsen Sven Kramer Patrick Roest               | 3:38.40   |       |         |
| 4           | New Zealand | Shane Dobbin Reyon Kay Peter Michael                    | 3:43.54   | +5.14 |         |
| Chung kết C |             |                                                         |           |       |         |
| 5           | Nhật Bản    | Seitaro Ichinohe Ryosuke Tsuchiya Shane Williamson      | 3:41.62   |       |         |
| 6           | Ý           | Riccardo Bugari Andrea Giovannini Nicola Tumolero       | DSQ       |       | R 256.3 |
| Chung kết D |             |                                                         |           |       |         |
| 7           | Canada      | Ted-Jan Bloemen Ben Donnelly Denny Morrison             | 3:42.16   |       |         |
| 8           | Hoa Kỳ      | Jonathan Garcia Brian Hansen Emery Lehman               | 3:50.77   | +8.61 |         |